# Шалап (село)
Шалап — село в Целинном районе Алтайского края России. Административный центр сельского поселения Шалапский сельсовет.

## История
Основано в 1726 г. 
В 1928 году село Шалапское состояло из 393 хозяйств, основное население — русские. В административном отношении являлось центром Шалапского сельсовета Яминского района Бийского округа Сибирского края.

## Население
| 1926 | 1997  | 1998  | 1999  | 2000  | 2001  | 2002 | 2003 | 2004 | 2005 | 2006 |
| ---- | ----- | ----- | ----- | ----- | ----- | ---- | ---- | ---- | ---- | ---- |
| 2351 | ↘1190 | ↘1169 | ↗1226 | ↘1222 | ↘1061 | ↘976 | ↘962 | ↘938 | ↘925 | ↘905 |
| 2007 | 2008  | 2009  | 2010  | 2011  | 2012  | 2013 |      |      |      |      |
| ↘887 | ↘873  | ↗878  | ↘739  | ↘736  | ↘735  | ↘722 |      |      |      |      |

Национальный состав
В 1928 году в селе Шалапское основное население — русские.
Согласно результатам переписи 2002 года, в национальной структуре населения русские составляли 95 %.